# بني بوشبت
بني بوشبت  (بالإنجليزية: BNI BOUCHIBET) هي جماعة قروية تابعة لإقليم الحسيمة ضمن جهة تازة الحسيمة تاونات بالمغرب. بلغ مجموع عدد سكان بني بوشبت  حسب إحصاءات 2004 حوالي 8102 نسمة من بينهم 3 أجانب يعيشون في 1285 أسرة.

## إحصاء عام
| السنة | عدد السكان | عدد الأسر | عدد الأجانب |
| ----- | ---------- | --------- | ----------- |
| 1994  | 6409       | 1048      | °°°°        |
| 2004  | 8102       | 1285      | 3           |